# ソウルフィルハーモニック
ソウル・フィルハーモニック（英語: Soul Philharmonic）は、韓国のソウルに本拠を置く民間のオーケストラである。
1991年にチェリスト出身の指揮者金峰によって創団され、現在安唐団長と芸術総監督全東秀の主導の下、1200回の公演を突破し、国内最大の民間伝統交響楽団に成長した。1999年にニュー・ソウル・ハーモニック・オーケストラと名前を一時変更していた。
2008年6月に創団17周年となり、毎年定期演奏会、オペラ公演、青少年音楽界、新人音楽界、解説音楽界、環境音楽界、各種企画演奏会を年に80回余りの公演を通してクラシックの大衆化を先導している。
常任指揮者Abdrashev Tolepbergen（カザフスタン出身）の2007年11月の急死により、現在イタリア出身のStefano Trasimeni が客員常任指揮者を務めている。

## 演奏会
- 第1回 : 2003年9月 最初回 – ソウル芸術高校
- 第2回 : 2004年11月19日 - モーツァルトホール / 11月20日 - Bechsteinホール
- 第3回 : 2005年9月24日 - ソウル芸術高校 / 10月1日 - DSホール
- 第4回 : 2006年9月22日 - ソウル芸術高校 / 9月30日 - DSホール
- 第5回 : 2007年9月18日 - ソウル芸術高校 / 9月15日 - ワールドグロリアホール
- 第6回 : 2008年7月19日-20日 - ソウル芸術高校